# 若泉敬
若泉 敬（わかいずみ けい、1930年（昭和5年）3月29日 – 1996年（平成8年）7月27日）は、日本の国際政治学者。元京都産業大学法学部教授。
沖縄返還交渉において、佐藤栄作の密使として重要な役割を果たした。1994年（平成6年）自著『他策ナカリシヲ信ゼムト欲ス』で沖縄返還に関わる密約の内容を暴露し、2年後に自殺した。

## 生涯

### 出自・前半生
福井県今立郡服間村（現越前市横住）で、父・齊と母・マツエの長男として生まれる。服間尋常小学校卒業後、福井青年師範学校に進学し、後に妻となる根谷ひなをと出会う。1949年（昭和24年）、師範学校本科を卒業し、明治大学政治経済学部政治学科に進学するが、1年後の1950年（昭和25年）、東京大学文科一類を受験し合格。在学中、矢崎新二、岩崎寛弥、佐々淳行、粕谷一希、福留民夫、池田富士夫などと親交を深め、学生研究会土曜会のメンバーとして活動し、芦田均などの政治家や大山岩雄などの言論人の知遇を得る。1952年（昭和27年）に国連アジア学生会議の日本代表としてインドとビルマを訪問し、このときの体験をもとに大林健一の筆名で『独立インドの理想と現実』と題する小冊子にまとめて刊行した。
1954年（昭和29年）、東京大学法学部政治学科卒業後、佐伯喜一の知遇を得て、保安庁保安研修所教官となる。1957年（昭和32年）、ロンドン・スクール・オブ・エコノミクス大学院修了。1960年（昭和35年）、米国ジョンズ・ホプキンス大学高等国際問題研究所（SAIS）に留学。客員研究員として滞在中、マイク・マンスフィールド、ディーン・アチソン、ウォルター・リップマン、ウォルト・ロストウらと面識を持つ。
1961年（昭和36年）より防衛庁防衛研修所（現・防衛研究所）所員。1966年（昭和41年）、創立に貢献した京都産業大学より法学部教授として招聘され、同大学の世界問題研究所所員を兼任した。
1967年（昭和42年）、石原慎太郎が翌年の参議院議員選挙出馬に向けて自由民主党の公認を得ると、若泉は「有志の会」メンバーの飯島清を石原に選挙参謀として紹介した。石原は1968年（昭和43年）、全国区でトップ当選を果たした。

### 佐藤首相の密使
1966年頃から、面識のあった愛知揆一の紹介で時の首相・佐藤栄作に接触するようになる。佐藤は「沖縄の祖国復帰が実現しない限り、日本の戦後は終わったとは言えない」と演説したように、沖縄返還に並々ならぬ熱意を持って臨んでいた。翌1967年（昭和42年）、自由民主党幹事長・福田赳夫を通して、沖縄問題についての米国首脳の意向を内々に探って欲しいとの要請が伝えられ、これを機に密使として度々渡米し、極秘交渉を行うこととなる。若泉と会ったのはアメリカ国家安全保障会議スタッフのモートン・ハルペリンであった。ハルペリンは沖縄返還交渉の方針を決めた国家安全保障覚書13号の起草者であった。
「核抜き・本土並み」返還の道筋が見えてきたところ、日米首脳会談直前の1969年（昭和44年）9月30日、国家安全保障担当大統領補佐官のヘンリー・キッシンジャーより、「緊急事態に際し、事前通告をもって核兵器を再び持ち込む権利、および通過させる権利」を認めるよう要求するペーパーが提示された（なお、密使としての活動で、若泉はコードネーム「ヨシダ」、キッシンジャーは「ジョーンズ」を用いた）。同年11月10日 - 11月12日の再交渉で、若泉は「事前通告」を「事前協議」に改めるよう主張、諒解を得る。この線で共同声明のシナリオが練られることとなり、11月21日に発せられた佐藤=ニクソン共同声明で、3年後の沖縄返還が決定されることとなった。
晩年に刊行した、極秘交渉の経緯を記した著書『他策ナカリシヲ信ゼムト欲ス』（文藝春秋、1994年）において、核持ち込みと繊維問題について作成した日米秘密合意議事録の存在について触れている。同書によれば、佐藤とニクソンは、ホワイトハウスのウエストウイング・大統領執務室隣の「書斎」で、二人きりになって署名したという（この覚書は、佐藤が官邸から自宅に持ち帰っており、これは2009年（平成21年）に本人宅で発見された）。

### 後半生
その後は現実政治に関与することなく、学究生活に戻った。1970年（昭和45年）から1980年（昭和55年）まで京都産業大学世界問題研究所所長。その間、アーノルド・J・トインビーの京都訪問・講演の実現に尽力し、京都産業大学の知名度を高めることに貢献した。
また1969年（昭和44年）から1971年（昭和46年）まで中央教育審議会臨時委員を務めた。
核時代における日本の平和外交・安全保障政策のあり方についてビジョンを構築し、『中央公論』などの論壇誌でその主張を提示していた。米国の国際問題評論誌『フォーリン・ポリシー』の編集顧問も務めた。
1980年、東京から故郷・福井に居を移し、中央政界や論壇から距離を置くようになる。1992年（平成4年）の京都産業大学退職時には退職金全額を世界問題研究所に寄付し、同研究所ではこれをもとに「若泉敬記念基金」を設立した。
1994年（平成6年）、『他策ナカリシヲ信ゼムト欲ス』の上梓後、6月23日付で沖縄県知事・大田昌秀宛に「歴史に対して負っている私の重い『結果責任』を取り、国立戦没者墓苑において自裁します」とする遺書を送り、同日国立戦没者墓苑に喪服姿で参拝したが自殺は思いとどまった。
その後、『他策ナカリシヲ信ゼムト欲ス』英語版の編集に着手。完成稿を翻訳協力者に渡した1996年（平成8年）7月27日、福井県鯖江市の自宅にて逝去（享年67）。公式には癌性腹膜炎ということになっているが、実際には青酸カリでの服毒自殺だった。なお、若泉が「密使」を務めていた時期、学生だった谷内は若泉に師事していた。
若泉の自殺の報を聞いた大田昌秀は「核密約を結んだことは評価できないが、若泉さんは交渉過程を公表し、沖縄県民に謝罪し、『結果責任』を果たした。人間としては信頼できます」とコメントしている。死後には日本国内で非武装や日本国憲法第9条の自衛隊も違憲という解釈などあった中で、「自主独立」と「能動的国益」と言われる自らの判断で日本の国益に沿って動くという強烈な意識があった外交官だっため、あらゆる交渉で憲法のため安全保障をアメリカに依存する中で日本寄りの成果をあげたという評価もある。

## 死後
2002年（平成14年）、『他策ナカリシヲ信ゼムト欲ス』英語版がハワイ大学出版局から公刊された。また『正論』2006年9月号に、英語版序文の原稿が掲載されている。
核持ち込みについての密約は、信夫隆司が2002年（平成14年）までに機密指定が解除された米政府公文書から、密約を裏付ける文書を発見した。キッシンジャーからニクソンへのメモで、日米間の密約を示す「共同声明の秘密の覚書」の存在に触れ、覚書が「核問題」に関するものであることを明らかにしている。日本側での所在は長らく確認されず、日本の政府・外務省は密約の存在を否定していたが、2009年12月に佐藤栄作の遺品にこの密約と見られる「合意議事録」が存在し、遺族が保管していたことが判明した。
また、2010年（平成22年）3月9日、鳩山由紀夫内閣になってから、外務大臣・岡田克也の命令で、核密約があったか否かを調査してきた有識者委員会（座長：東京大学教授・北岡伸一）は、正式に（広義の）核密約があった旨の調査結果を報告した。これを受け政府（鳩山内閣）、外務省（岡田外相）はこれまでの、自民党政権および新生党政権下での、公式にはなかったとされてきた見解を改めた。
ただし、日本国政府が認めたのは初めてであるが、関係者の間では密約はあったというのは半ば常識化されていた。たとえば、この有識者委員会の座長を務めた北岡は、その著書『自民党――政権党の38年』（読売新聞社、1995年）の佐藤内閣の沖縄返還をめぐる記述において、若泉の『他策ナカリシヲ信ゼムト欲ス』を紹介し、若泉によれば「密約があったという」と記述している。
2012年に琉球朝日放送（ＱＡＢ）報道制作局長の具志堅勝也が刊行した著書『星条旗と日の丸の狭間で-証言記録 沖縄返還と核密約』についての書評のなかで大田昌秀はあらためて若泉を「同教授は一見柔和に見えるけど、芯は古武士の風格を備えた人物で、その行為は、他の追随を許さない誠実な人柄による」と評している。

## 著書
- 『トインビーとの対話 未来を生きる』 毎日新聞社、1971年／講談社文庫、1977年、再版1990年
- 『他策ナカリシヲ信ゼムト欲ス　核密約の真実』 文藝春秋、1994年5月、改訂版2009年10月、新装版2011年2月。

- The Best Course Available: A Personal Account of the Secret U.S.-Japan Okinawa Reversion Negotiations, edited by John Swenson-Wright（Honolulu: University of Hawaii Press, 2002） ISBN 0-8248-2146-7

## 主な関連論文
- 「中国の核武装と日本の安全保障」『中央公論』1966年2月号
- 「核軍縮平和外交の提唱」『中央公論』1967年3月号

## 若泉に関する研究・評伝
- 西口和成「沖縄返還と核軍縮-国際政治学者 若泉敬の志」（2006年、京都産業大学所蔵）
- 森田吉彦『評伝・若泉敬-愛国の密使』（2011年1月、文春新書）ISBN 978-4166607914
「評伝・若泉敬」『諸君!』での全7回連載（2008年10月号～09年4月号）を補正加筆
- 後藤乾一『「沖縄核密約」を背負って-若泉敬の生涯』（2010年1月、岩波書店）ISBN 978-4000224031
- 信夫隆司『若泉敬と日米密約―沖縄返還と繊維交渉をめぐる密使外交』（2012年3月、日本評論社）ISBN 978-4535586178
- NHKスペシャル取材班『沖縄返還の代償-核と基地 密使・若泉敬の苦悩』（2012年5月、光文社）ISBN 978-4334976927
- 具志堅勝也『星条旗と日の丸の狭間で-証言記録 沖縄返還と核密約』（2012年5月、芙蓉書房出版）ISBN 978-4829505588
- 岸俊光『核武装と知識人-内閣調査室でつくられた非核政策』（2019年7月、勁草書房）
- 東郷和彦『返還交渉　沖縄・北方領土の「光と影」』（2017年3月、PHP新書）

### 若泉に関する放送番組
- 「NHKスペシャル　
  - 戦後50年その時日本は 第7回　沖縄返還 日米の密約 （NHK、1995年10月7日放送）
  - 密使　若泉敬　沖縄返還の代償」（NHK、2010年6月19日放送、7月31日再放送　2010年度文化庁芸術祭大賞）
- 「総理の密使～核密約42年目の真実～」（TBSテレビ、2011年2月21日放送）
　ドラマ・ドキュメンタリー「シリーズ　激動の昭和」第4弾、ドラマパートでは、三上博史が若泉を演じた。